# Sale delle Langhe
Sale delle Langhe – miejscowość i gmina we Włoszech, w regionie Piemont, w prowincji Cuneo.
Według danych na rok 2004 gminę zamieszkiwało 490 osób, 49 os./km².